# Leptogorgia dioxys
Leptogorgia dioxys är en korallart som beskrevs av Bielschowsky 1918. Leptogorgia dioxys ingår i släktet Leptogorgia och familjen Gorgoniidae. Inga underarter finns listade i Catalogue of Life.